# Зелен градински охлюв
Зеленият градински охлюв (Cantareus apertus) е вид охлюв от семейство Helicidae. Видът не е застрашен от изчезване.

## Разпространение и местообитание
Разпространен е в Гърция, Италия (Сардиния и Сицилия), Малта, Франция (Корсика) и Хърватия.
Обитава градини, крайбрежия и плажове.

## Описание
Популацията на вида е стабилна.